# Łęknica Koszalińska
Łęknica Koszalińska – nieistniejący przystanek osobowy w Łeknicy w Polsce, w województwie zachodniopomorskim, w powiecie szczecineckim, w gminie Barwice.